# Pastores dabo vobis
Pastores dabo vobis (Dou-vos pastores) é uma exortação apostólica lançada em 25 de março de 1992 pelo Papa João Paulo II. Diz respeito à formação dos sacerdotes e dirige-se tanto ao clero como aos fiéis leigos da Igreja Católica.
A exortação destaca a formação humana como base de toda a formação sacerdotal.

## Citações
- Para que o seu ministério seja humanamente tão crível e aceitável quanto possível, é importante que o sacerdote molde a sua personalidade humana de modo que se torne uma ponte e não um obstáculo para os outros no encontro com Jesus Cristo Redentor do humanidade. (§43)